# Das Zepter von Zavandor
Das Zepter von Zavandor ist ein Brettspiel von Jens Drögemüller für zwei bis sechs Spieler. Es erschien 2004 bei Lookout Games und auf Englisch bei Z-Man Games und erreichte im 2005 Platz 9 beim Deutschen Spiele Preis. Trotz des Fantasy-Themas handelt es sich im Grunde um ein Wirtschaftsspiel. Siegpunkte erhält man, indem man entweder Artefakt- oder Wächterkarten ersteigert, Wissensgebiete vollendet oder Edelsteine aktiviert.
Im Oktober 2005 war es eins der vier Brettspiele, das auf der europäischen Brettspielmeisterschaft gespielt wurde.
Das Spielprinzip basiert auf dem im Jahre 1991 bei TimJim Games erschienenen Spiel Outpost des Autors James Hlavaty.

## Inhalt
- 1 Spielplan
- 6 Spieltableaus
- 162 Karten
- 48 Holzsteine
- 124 Edelstein-Plättchen
- 16 geballte Energie-Plättchen
- 9 Wächterkarten
- 6 Positionsscheiben
- 10 Verschlussbeutel
- 1 Spielanleitung